# أندرو جي. هينشاو
أندرو جي. هينشاو هو سياسي أمريكي، ولد في 4 أغسطس 1923 في دكستر في الولايات المتحدة، وتوفي في 21 يناير 2016. نشط حزبياً في الحزب الجمهوري. وقد انتخب عضو مجلس النواب الأمريكي ‏ عن دائرة California's 39th congressional district ‏ وقد انضم خلال فترته النيابية ‏ (3 يناير 1973 – 3 يناير 1975) للكتلة البرلمانية الحزب الجمهوري وانتخب عضو مجلس النواب الأمريكي ‏ عن دائرة الدائرة الكونغرسية الأربعون لكاليفورنيا ‏ وقد انضم خلال فترته النيابية ‏ (3 يناير 1975 – 3 يناير 1977) للكتلة البرلمانية الحزب الجمهوري وانتخب عضو مجلس النواب الأمريكي ‏.